# Hidroplumboelsmoreïta
La hidroplumboelsmoreïta és un mineral de la classe dels òxids. Fins a l'any 2021 era coneguda com jixianita, rebent el nom de la seva localitat tipus: Ji Xian, a la Xina.

## Característiques
La hidroplumboelsmoreïta és un òxid de fórmula química (Pb,□)₂(W,Fe3+)₂O₆(H₂O) (quan era coneguda com jixianita la seva fórmula era Pb(W,Fe3+)₂(O,OH)₇). Es tracta d'una espècie aprovada per l'Associació Mineralògica Internacional, tot i que el seu estat és qüestionat. Cristal·litza en el sistema isomètric. La seva duresa a l'escala de Mohs és 3.
Segons la classificació de Nickel-Strunz, la hidroplumboelsmoreïta pertany a «04.DH: Òxids amb proporció Metall:Oxigen = 1:2 i similars, amb cations grans (+- mida mitjana); plans que comparteixen costats d'octàedres» juntament amb els següents minerals: brannerita, ortobrannerita, thorutita, kassita, lucasita-(Ce), bariomicrolita, bariopiroclor, betafita, bismutomicrolita, calciobetafita, ceriopiroclor, cesstibtantita, hidropiroclor, natrobistantita, plumbopiroclor, plumbomicrolita, plumbobetafita, estibiomicrolita, estronciopiroclor, estanomicrolita, estibiobetafita, uranpiroclor, itrobetafita, itropiroclor, fluornatromicrolita, bismutopiroclor, hidroquenoelsmoreïta, bismutostibiconita, oxiplumboromeïta, monimolita, cuproromeïta, stetefeldtita, estibiconita, rosiaïta, zirconolita, liandratita, petscheckita, ingersonita i pittongita.

## Formació i jaciments
Va ser descoberta a la mina Yanhe, al comtat de Ji de la municipalitat de Tianjin, a la Xina. També ha estat descrita a França, Alemanya, Rússia i els Estats Units.